# Austell
Austell – miasto w Stanach Zjednoczonych, w stanie Georgia, w hrabstwie Cobb.